# Mexotis galeottii
Mexotis galeottii är en måreväxtart som först beskrevs av Martin Martens, och fick sitt nu gällande namn av Edward Everett Terrell och Harold Ernest Robinson. Mexotis galeottii ingår i släktet Mexotis och familjen måreväxter. Inga underarter finns listade i Catalogue of Life.